# Heba Ahmed
Heba Ahmed es una deportista egipcia que compitió en levantamiento de potencia adaptado. Ganó tres medallas en los Juegos Paralímpicos de Verano entre los años 2004 y 2012.

## Palmarés internacional
| Juegos Paralímpicos | Juegos Paralímpicos   | Juegos Paralímpicos | Juegos Paralímpicos |
| Año                 | Lugar                 | Medalla             | Categoría           |
| ------------------- | --------------------- | ------------------- | ------------------- |
| 2004                | Atenas (Grecia)       | Medalla de oro      | –67,5 kg            |
| 2008                | Pekín (China)         | Medalla de oro      | –82,5 kg            |
| 2012                | Londres (Reino Unido) | Medalla de plata    | +82,5 kg            |